# Юзеф Потулицький
Ю́зеф-Ремігіа́н Потули́цький (пол. Józef Remigian Potulicki; 1695 — 24 жовтня 1734) — державний, політичний і військовий діяч Речі Посполитої. Представник шляхетського роду Потулицьких гербу Гжимала. Чернігівський воєвода (1732–1734), сенатор. Староста божеховський (з 1723) і млавський (з 1729). Посол до сейму в 1724 і 1730 роках. Полковник коронного війська. Народився у Венцборку. Єдиний син Адама-Лаврентія Потулицького й Малгожати Чапської гербу Леліва. 1723 року одружився із Зофією Дзялинською гербу Огоньчик, донькою кішевського старости Станіслава-Самуеля Дзялинського. Мав від неї трьох дітей: Александера, Віторію та Єву. 1730 року, по смерті дружини Зофії, одружився вдруге із Маріанною-Терезою Тарло гербу Топор, вдовою ельблонзького каштелянa Якуба Пшебендовського. 16 жовтня 1732 року, разом із королем Августом ІІ Сильним, був співзасновником Стрілецького братства у Венцборку, де Потулицькі мали власну родову резиденцію. 1733 року, під час безкоролів'я після смерті Августа ІІ, був пов'язаний із саксонською партією й підтримував кандидатуру Фрідріха-Августа на польський трон. Похований у Гданську.